# サミュエル・ウォー

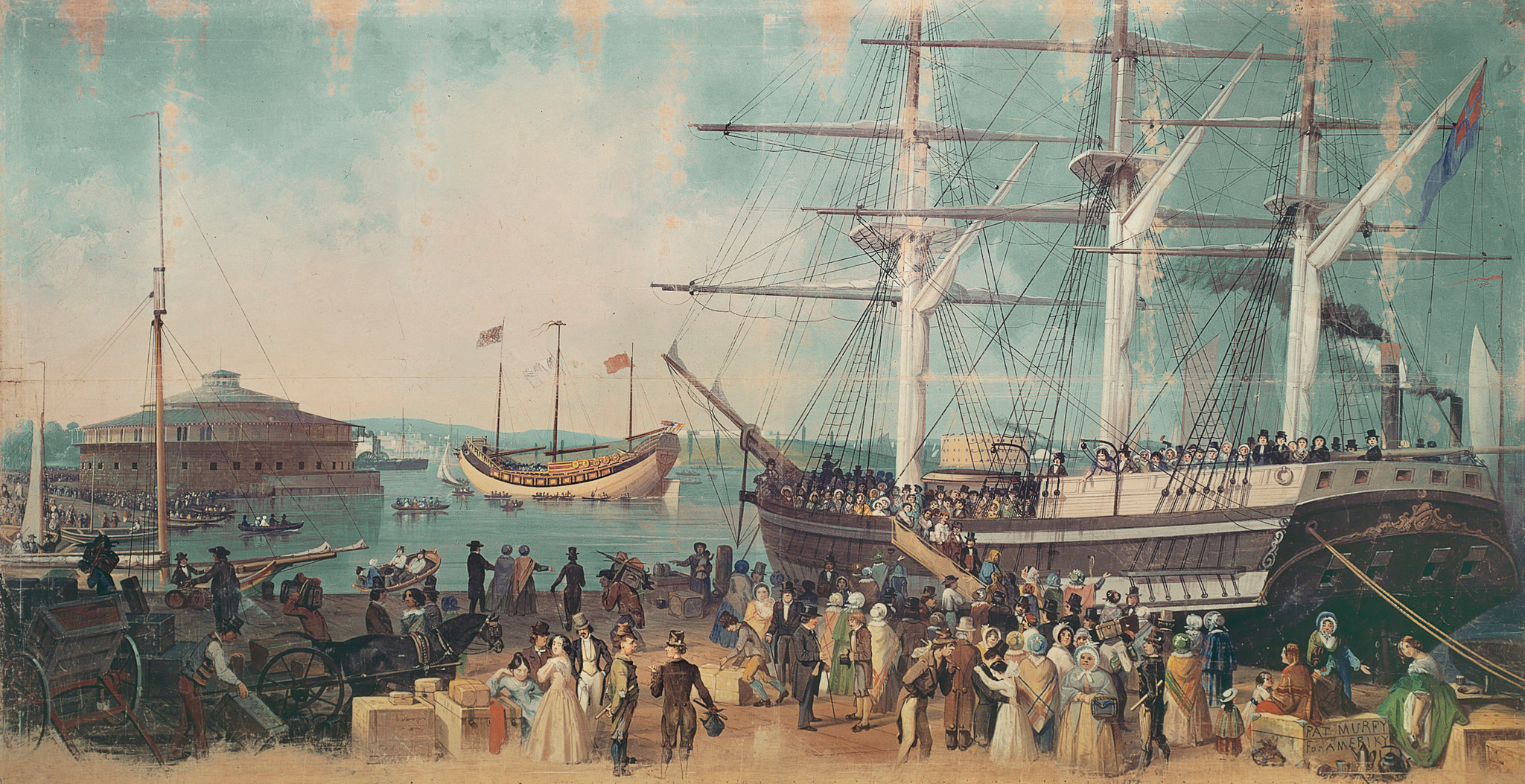
サミュエル・ウォー作「ニューヨークの港湾 (“The Bay and Harbor of New York”) 」1848年作

サミュエル・ウォー（Samuel Bell Waugh、1814年 - 1885年）はアメリカ合衆国の画家である。肖像画などを描いた。

## 略歴
ペンシルベニア州ローレンス郡のNew Wilmingtonで生まれた。父親はNew Wilmingtonの初期の入植者で、村で最初の雑貨店を経営していた 。ウォーの生い立ちについての記録は少ないが、ピッツバーグで劇場の舞台美術家から絵を学んだとされ、1833年にカナダのトロントに移り、トレントのアマチュア画家たちも出展する展覧会に肖像画を出展し、良い評判を得た。すでに旅回りの肖像画家として評価を得ていたジェームズ・ボウマンと友人となり、2人でローマに修業することを計画した。ボウマンはイタリア行きを断念し、アメリカに移ったが、ウォーはモントリオールに移った後、1836年末か1837年にイタリアに渡り、ローマとナポリに1841年まで滞在し、世界的に有名になっていたローマ在住のデンマークの彫刻家、ベルテル・トルバルセンの肖像画を描き、高く評価された 。ローマでトルバルセンに学んでアメリカで彫刻家として有名になっていたトーマス・クロフォードや、ローマで活動する画家のジェームズ・エドワード・フリーマンらの支援を受けたと考えられ、優れた肖像画家という評判を得てフィラデルフィアに帰国した。
1849年に、イタリアの情景を、当時流行していたパノラマ画として制作し展示し、観客に好評を得て、6年間に渡って、アメリカ各都市で展示された。生涯に渡ってフィラデルフィア最高の肖像画家として、多くの肖像画を描き、フィラデルフィアのペンシルベニア美術アカデミーやニューヨークのナショナル・アカデミー・オブ・デザインの展覧会などに出展し、ボストン・アシニアムの展覧会にも出展した。1847年にナショナル・アカデミー・オブ・デザインの名誉会員に選ばれた。
娘のアイダ・ウォー(Ida Waugh:1846-1919)と息子のフレデリック・ジャッド・ウォー（Frederick Judd Waugh:1861-1940)も画家になった。

## 作品

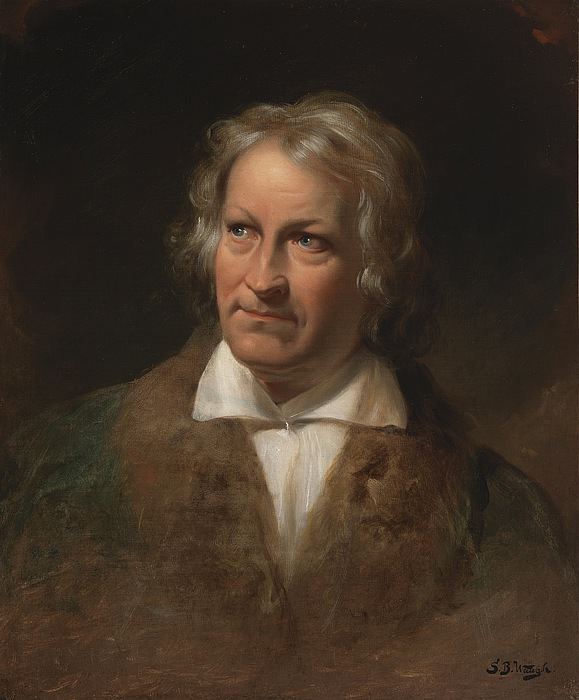
ベルテル・トルバルセン(1838)
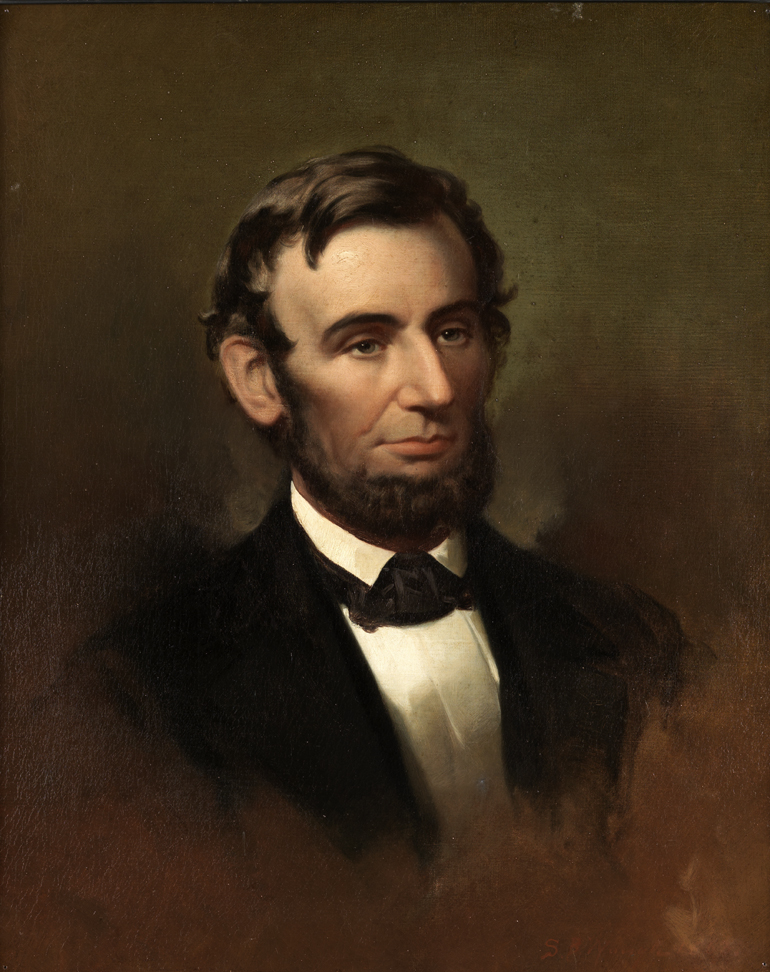
エイブラハム・リンカーン (1863)
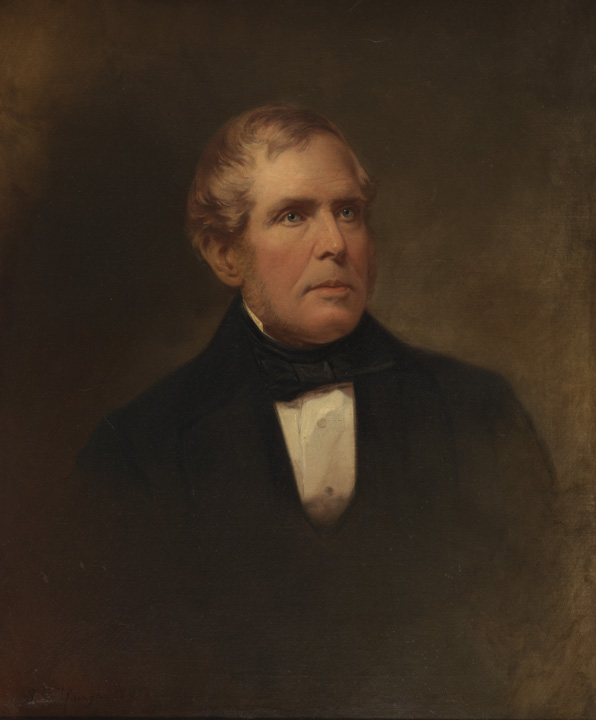
ジョセフ・リード・インガーソル-下院議員 (1868)
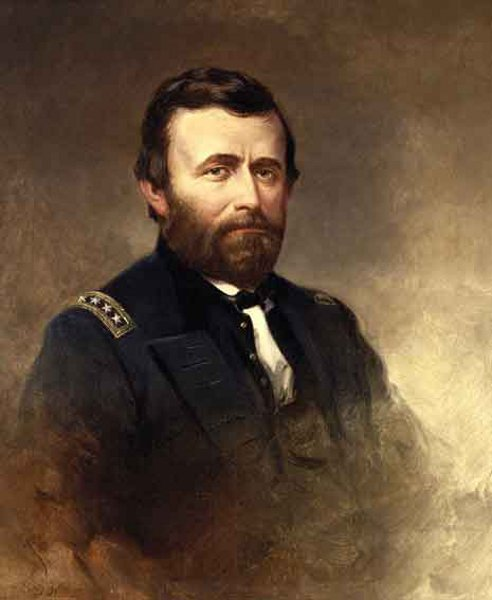
グラント将軍(1869)